# Adamo ed Evelina
Adamo ed Evelina (Adam and Evelyne) è un film del 1949, diretto da Harold French.

## Trama
La storia è incentrata su una storia d'amore quasi proibita fra Adamo e la figlia di un suo caro amico (Evelina) che viene adottata da lui.